# Gentianarot
Gentianarot, Radix gentianae, är den drog som utvinns av roten av olika arter av släktet Gentiana. Roten innehåller ett bitterämne, som fått stor användning inom medicinen. Den erhålls främst från Gentiana lutea, som är vildväxande i Mellan- och Sydvästeuropas bergstrakter, på Iberiska halvön, i Pyrenéerna och  Alperna. Men även andra arter som Gentiana pannonica, Gentiana purpurea och Gentiana punctata ger ett fullt användbart material som dock är mörkare till färgen än det som utvinns av Gentiana lutea.
Gentianarot innehåller en sockerart, gentianos, som gett upphov till drogens äldre svenska benämning, baggsöterot. Utom denna sockerart innehåller gentianarötterna en starkt bittert smakande glykosid, gentiopikrin.
Drogen utgörs av större eller mindre bitar av roten. I torrt tillstånd är den spröd, men tar lätt till sig fuktighet och blir då seg och böjlig.
Den i drogen förekommande glykosiden, gentiopikrin, består i fritt tillstånd av färglösa kristaller, som är lättlösliga i vatten och svag alkohol. När drogen tar upp fuktighet uppstår lätt jäsning, som då sönderdelar glykosiden. Utom socker och gentiopikrin bildas då dessutom ett annat bitterämne, gentiin, färgämnet gentisin, fet olja och slem.

## Användning
Gentianaroten har fått stor användning inom medicinen som magstärkande medel och ingår dessutom i några beska tinkturer, men är idag främst aktuell inom Alternativmedicinen. På grund av drogens hygroskopiska byggnad har den i äldre tider även fått användning för utvidgning av sårkanaler och fistelgångar.
Vid sidan av den medicinska användningen kommer gentianaroten också till användning vid framställning av spritdrycker som t.ex. Angostura bitter och Aperol.